# 伊爾山
46°15′46″N 7°36′59″E / 46.2629°N 7.61625°E

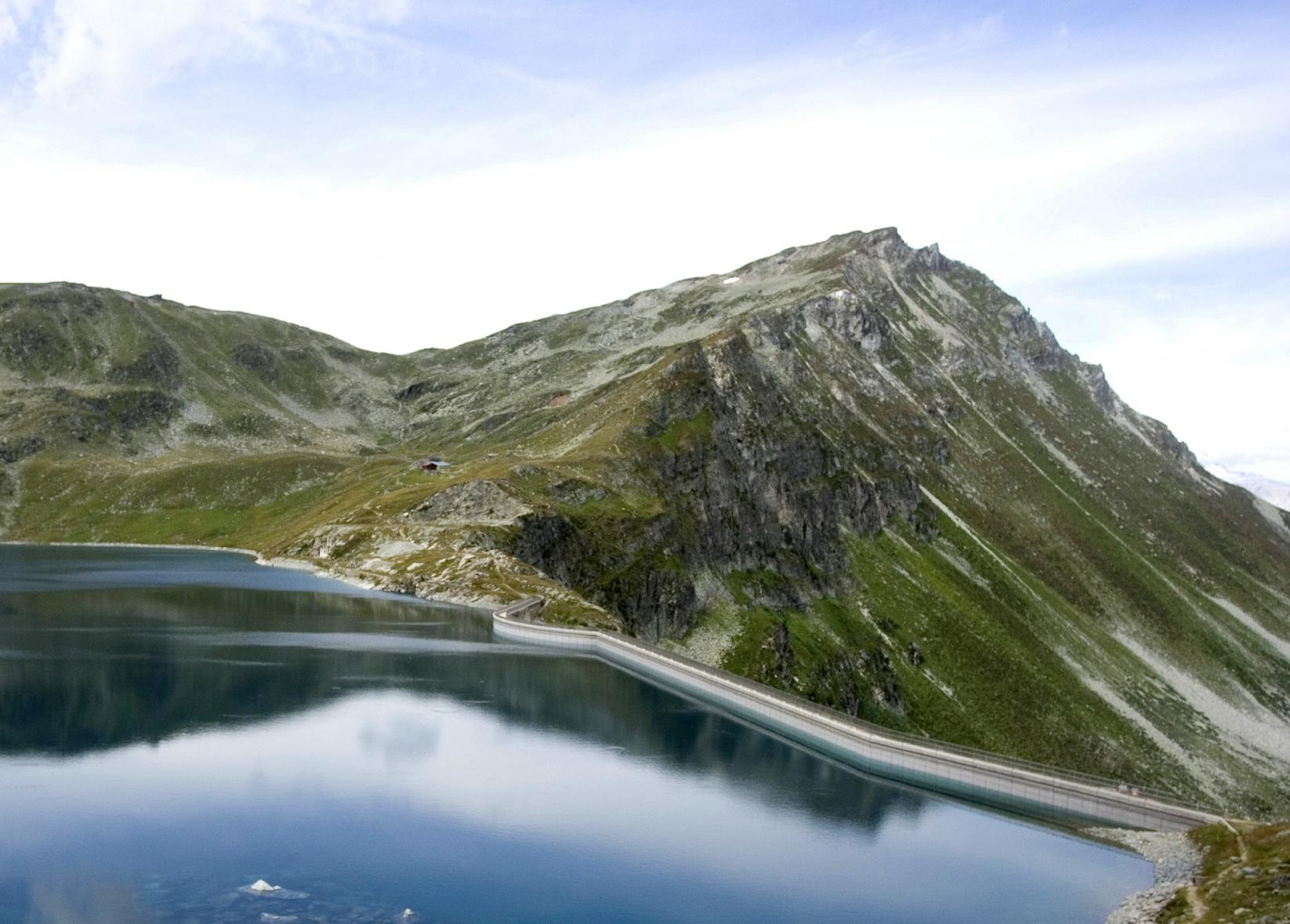

伊爾山（Illhorn），是瑞士的山峰，位於該國西南部，由瓦萊州負責管轄，屬於本寧阿爾卑斯山脈的一部分，距離伯爾尼80公里，海拔高度2,716米，每年平均降雨量1,585毫米。